# 中村秀一
中村 秀一（なかむら しゅういち、1950年 - ）は、日本の経済学者。経済学博士（東京経済大学）。千葉経済大学短期大学部教授。2020年より千葉経済大学短期大学部名誉教授。山形県鶴岡市出身。

## 人物
専門分野は経済政策・経済思想史で、
特技はギターの弾き語り。
テストに妙なギャグと駄洒落を入れる事がある。

## 略歴
- 1950年 - 山形県鶴岡市に生まれる。
- 1977年 - 東京経済大学経済学部卒業。
- 1988年 - 東京経済大学大学院経済学研究科博士課程修了。
  - 3月25日 - 経済学博士号取得。
- 足利工業大学、放送大学、東京経済大学、國學院大學、慶応義塾大学、大東文化大学、明治大学の非常勤講師を歴任。
- 1990年 - 千葉経済大学短期大学部助教授に就任。
- 1997年 - 千葉経済大学短期大学部教授に就任。
- 2020年 - 千葉経済大学短期大学部名誉教授に就任。

## 著作物

### 著書
- 『現代の経済政策思想--アンチ・マネジリアル・レヴォリューション』日本評論社（1992年）
- 『産業と倫理--サン＝シモンの社会組織思想』平凡社（1989年）
- 共著『「近代化」の再考--その思想的基軸を求めて』北樹出版（1986）
- 共著『アソシアシオンの想像力』平凡社（1989）
- 共著『経済学のエッセンス』八千代出版（1992）
- 共著『オーストリア学派の経済学』日本経済評論社（2003）
- 共訳：マイケル・ライアン『デリダとマルクス』勁草書房（1985）
- 共訳：アレクサンダー・H・シャンド『自由市場の道徳性--オーストリア学派政治経済学』勁草書房（1994年）

### 博士論文
- 『産業と倫理 -サン・シモンの社会組織思想に関する研究-』 （1988年3月25日） 東京経済大学 甲第1号